# Ferdina cumingi
Ferdina cumingi är en sjöstjärneart som beskrevs av Hubert Lyman Clark 1921. Ferdina cumingi ingår i släktet Ferdina och familjen Ophidiasteridae. Inga underarter finns listade i Catalogue of Life.